# Gadila subcolubridens
Gadila subcolubridens är en blötdjursart som beskrevs av Ludbrook 1954. Gadila subcolubridens ingår i släktet Gadila och familjen Gadilidae. Inga underarter finns listade i Catalogue of Life.